# Qaraxanlı (Tovuz)
Qaraxanlı è un comune dell'Azerbaigian situato nel distretto di Tovuz. Conta una popolazione di 3 166 abitanti.